# جو إم. تورنر
جو إم. تورنر (بالإنجليزية: Joe M. Turner)‏ هو ساحر استعراضي ومتحدث تحفيزي أمريكي، ولد في 23 نوفمبر 1969 في جاكسون في الولايات المتحدة.